# Brunmesit
Brunmesit (Mesitornis unicolor) är en av tre fågelarter i familjen mesiter som alla enbart förekommer på Madagaskar.

## Utseende och läten
Brunmesiten är en slank, 30 cm lång marklevande fågel med ett litet huvud. Ryggen är mörkbrun, undersidan ljusare skäraktig och huvudet ljusare gråaktigt med ett vitt streck bakom ögat. Den gråfärgade näbben är relativt och kort. Närbesläktade vitbröstad mesit saknar den tydliga huvudteckningen och har rostbrun undersida. Lätet som rätt sällan hörs beskrivs i engelsk litteratur som ett högljutt "chooi-whoop-chooi-whoop chooi-whoop".

## Utbredning och systematik
Fågeln förekommer i regnskogar på östra Madagaskar, med säkerhet åtminstone så långt norrut som Marojejy och Masoalahalvön och i söder nästan till Taolañaro (Fort Dauphin). Den behandlas som monotypisk, det vill säga att den inte delas in i några underarter.

## Levnadssätt
Brunmesiten hittas i ostörd, städsegrön regnskog från havsnivån till 1200 meters höjd, dock vanligast under 800 meter. Den föredrar branta sluttningar och mörka områden med stora mängder stora löv och endast lite växtlighet. Den födosöker på marken, ofta i familjegrupper med två eller tre individer, på jakt efter små isnekter och frön. I boet som placeras 1–1,5 meter ovan mark läggs endast ett ägg.

## Status
Internationella naturvårdsunionen IUCN kategoriserar arten som sårbar. Dess levnadsmiljö fragmentiseras allt mer och den lilla världspopulationen på endast uppskattningsvis mellan 3000 och 15000 individer tros minska kraftigt. Även klimatförändringar kan påverka artens ekologiska niche i framtiden. Den beskrivs som sparsamt utbredd och aldrig vanlig, men dess status är svår att bedöma eftersom den lever tillbakadraget och ses sällan.